# معركة بنديردلي
بدأت معركة بنديردلي في 23 ديسمبر 2006 بين قوات ولايتي بونتلاند وغلمدغ الصوماليتين والقوات الإثيوبية من جهة ومقاتلي اتحاد المحاكم الإسلامية الذين المسيطرة على بنديردلي في ذلك الوقت من جهة أخرى، وانسحبت قوات المحاكم من المدينة بعد يومين من القتال العنيف ووصلت فلولهم إلى مدينة عدادو بمحافظة جلجدود.

## خلفية تاريخية

### الحرب الأهلية الصومالية
بعد سيطرة اتحاد المحاكم الإسلامية على العاصمة الصومالية مقديشو ومعظم المناطق جنوب الصومال، تقدمت قوات المحاكم الإسلامية نحو شمال البلاد وصولا إلى مناطق تابعة لولايتي غلمدغ وبونتلاند ما أدى إلى نشوء تحالف بين الولايتين المتمعتين بالحكم الذاتي، وتحالفهما مع الحكومة الإثيوبية لعرقلة تمدد اتحاد المحاكم الإسلامية نحو شمال البلاد.

### التدخلات الإثيوبية السابقة في المنطقة
كانت حدود محافظتي جلجدود ومدج محل نزاع بين الصومال وإثيوبيا في أعقاب الاشتباكات الحدودية في أغسطس 1982، وكانت بلدتا بلنبلّي وجلدغب تحت الاحتلال الإثيوبي من ذلك الوقت حتى يونيو 1988 عندما انسحبت جميع القوات 9 أميال من الحدود المتنازع عليها، وأعادت إثيوبيا البلدات إلى الصومال.
في 7-8 مارس 1999 زعمت إثيوبيا أنها قامت بعملية عسكرية توغلت فيها عبر الحدود في بلدة بلنبلّي بحثًا عن أعضاء من حركة الاتحاد الإسلامي (AIAI) بتهمة قيامهم باختطاف شخص وسرقة إمدادات طبية، وتشير تقارير إلى أن إثيوبيا دعمت العديد من أمراء الحرب في الصومال، في الوقت الذي كانت فيه إريتريا تُسلح أمراء حرب آخرين.

## ما قبل المعركة
في 14 أغسطس 2006 اتفق شيوخ العشائر المحلية في بونتلاند على اختيار عبدي قيبديد قائدا لقوات تحالف بونتلاند - غلمدغ - إثيوبيا.
في 12 نوفمبر استولت قوات المحاكم الإسلامية على بلدة بنديردلي.
في 13 نوفمبر قاد رئيس ولاية بونتلاند الجنرال عدي موسى 50 مركبة حربية إلى مدينة جالكعيو لمواجهة الإسلاميين.
في 22 نوفمبر فرضت إثيوبيا حظر تجول على بلدة بلنبلّي، وقامت قواتها بعمليات تفتيش للمغادرين والواصلين إلى البلدة.
في 25 نوفمبر استهدفت القوات الإثيوبية مواقع لاتحاد المحاكم الإسلامية بصواريخ
في 26 نوفمبر انتشر آلاف من جنود اتحاد المحاكم الإسلامية في مدينة عابدواق التي تبعد 15 كـم (9.3 ميل) عن الحدود الإثيوبية.
في 28 نوفمبر قُدرت القوات الإثيوبية في جالكعيو بمحافظة مدج بنحو 500 عسكري مسلحين بأكثر من 100 مركبة من ضمنها الدبابات، و شهدت مناطق وسط الصومال تبادلا لإطلاق النار والصواريخ، بين الطرفين، بعدها نظم اتحاد المحاكم الإسلامية مسيرة في بانديرادلي اتهم فيها رئيس المحاكم الإسلامية الشيخ شريف شيخ أحمد الإثيوبيين بإطلاق 12 صاروخًا على اتحاد المحاكم الإسلامية .
في 1 ديسمبر أفادت أنباء باعتقال 9 من جماعة التبليغ بأوامر من العقيد عبدي قيبديد.
في 7-8 ديسمبر دارت اشتباكات بين مليشيا عبدي قيبديد وقوات اتحاد المحاكم الإسلامية بالقرب من بلدة سدح حغلي بين بانديرادلي وجالكعيو. وأدى ذلك إلى تبادل القصف بين القوات الإثيوبية واتحاد المحاكم الإسلامية.
اتخذ مئات من القوات الاثيوبية المسلحة بالدبابات مواقع بالقرب من بانديرادلي بجانب قوات ولاية بونتلاند المتمتعة بالحكم الذاتي شمال شرق الصومال، وزعمت قوات بونتلاند أنها تعرضت للقصف بالصواريخ وقذائف الهاون، في حين ادعت قوات اتحاد المحاكم الإسلامية في المقابل إن القوات الإثيوبية "بدأت في إطلاق الصواريخ". وقتل مقاتل واحد على الأقل من المحاكم في تبادل إطلاق النار.
في نفس اليوم نشرت القوات الإثيوبية مئات من مجنديها بالقرب من بلدة دينسور التي تبعد حوالي 1000 كم جنوب بنديردلي ونظم اتحاد المحاكم الإسلامية مسيرة حاشدة شارك فيها أكثر من 5000 شخص في العاصمة مقديشو للاحتجاج على قرار الأمم المتحدة بإرسال قوة حفظ سلام إلى الصومال 
في 16 ديسمبر أشارت تقارير إلى إنشاء محكمة إسلامية محلية تدعى الإمام الشافعي في عابدواق، وحثت الإسلاميين على مقاومة الإثيوبيين 
عرفت مناطق التماس هدوءا حذرا بعد ذلك حتى تجددت الاشتباكات في 20 ديسمبر.
في 19 ديسمبر وصلت 18 عربة مدرعة تضم عددا كبيرا من القوات الإثيوبية إلى بلدة بلنبلّي بمحافظة جلجدود لتعزيز تواجد القوات الإثيوبية في البلدة.
قبيل المعركة وفي 22 ديسمبر غادرت القوات الإثيوبية بلدة بلنبلي التي احتلتها لثلاثة أشهر وأشارت تقارير إلى أن الأمر جاء بعد طلب شيوخ العشائر من القوات الإثيوبية مغادرة البلدة خوفا من اندلاع معركة فيها.
في 22 ديسمبر أفادت أنباء بتوافد القوات الإثيوبية على جالكعيو ما قد يجعل المدينة جبهة ثانية قريبا من بونتلاند.

## المعركة
في اليوم التالي أشارت تقارير إلى أن 500 جندي إثيوبي ترافقهم 8 دبابات توجهو نحو بانديرادلي. وانسحب مقاتلو المحاكم من مواقعهم، وطاردتهم القوات المتحالفة جنوبًا وصولا إلى منطقة تقع بين جالينسور وبانديرادلي حيث دارت معارك شرسة تعرض فيها الإسلاميون لهزيمة أجبرتهم على الانسحاب، ولاحقت القوات المتحالفة فلول قوات اتحاد المحاكم الإسلامية إلى مدينة عدادو بمحافظة جلجدود والتي انسحبوا منها هي الأخرى في 25 ديسمبر 2006.

## ما بعد المعركة
تخلت قوات اتحاد المحاكم الإسلامية عن بلدتي طوسمريب  وعابدواق دون قتال، وأقامت نقاط تفتيش خارج عابدواق بعد انسحابهم منها.